# ジェルファ県
ジェルファ県（アラビア語: ولاية الجلفة Djelfa）は、アルジェリアの県（ウィラーヤ）。県都はジェルファである。
1974年の行政区画の再編により初めて設置された。県都のほかタドミット、ヘミス、セルマナなどの町があり、人口は120万を超える。
12の地区（ダイラ）と36の基礎自治体からなる。